# Оноклея чувствительная
Оноклея чувствительная (лат. Onoclea sensibilis) — широколиственный листопадный многолетний папоротник среднего и большого размера. Название происходит от его чувствительности к морозу: его листья быстро отмирают при первых заморозках. Иногда его считают единственным видом рода Оноклея (Onoclea), но некоторые авторы считают род олиготипным, а не монотипическим.

## Описание

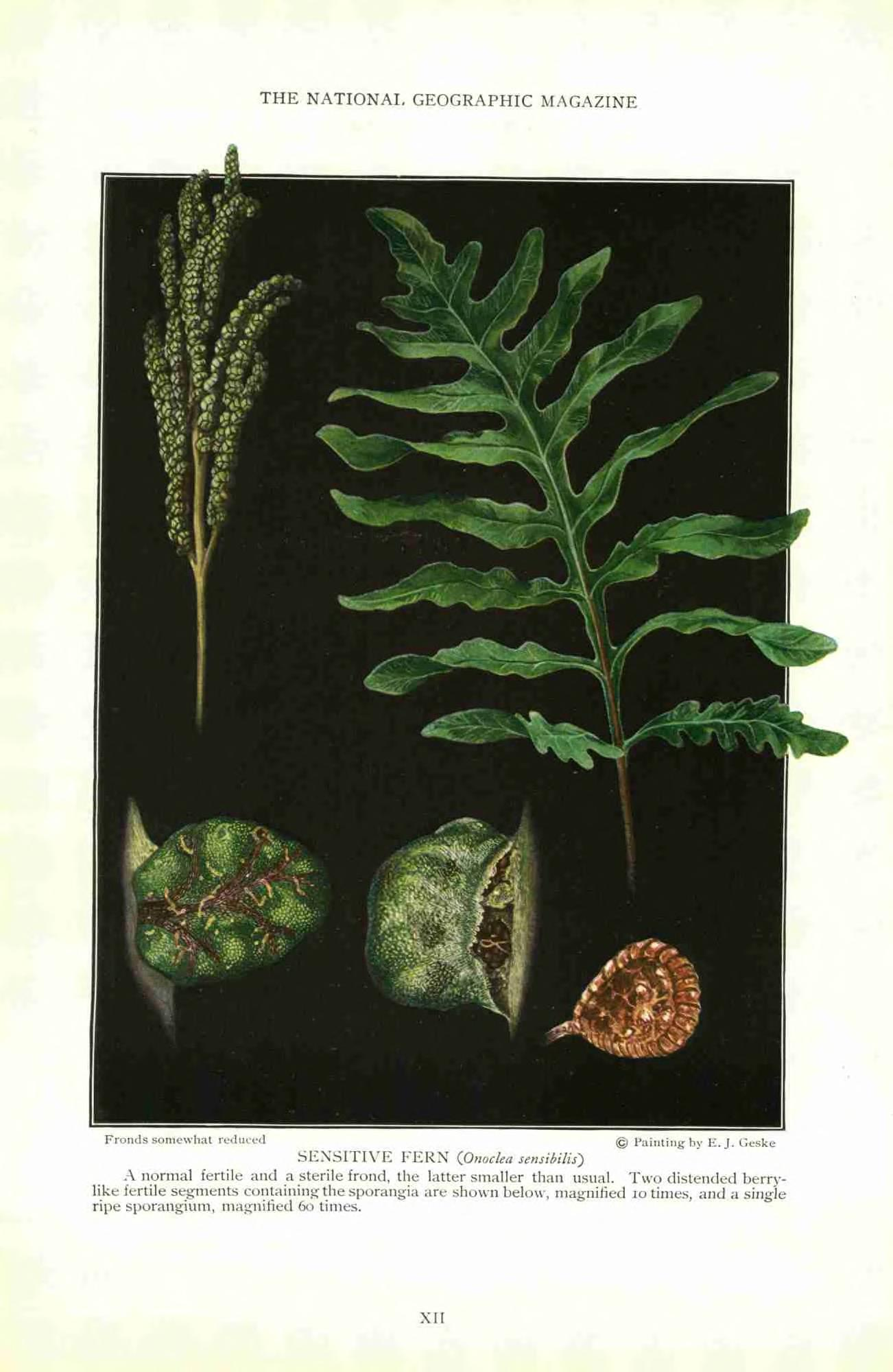

### Морфология
Многолетние листопадное травянистое растение.
Стерильные и плодородные вайи Onoclea sensibilis имеют независимые черешки, происходящие от одного и того же корневища, что совершенно отличается от других папоротников. Черешки вай трёхгранные, длиннее пластинок. Яркие жёлто-зелёные трофофиллы (стерильные вайи) глубоко перистораздельные и обычно располагаются через определённые промежутки вдоль ползучего корневища. Стерильные вайи листопадные, растут из трофоподов — раздутых оснований постоянного черешка, которые служат органами зимнего сохранения. Стерильные вайи имеют длину 1–1,3 м с 5–11 перистыми парами листочков, равномерно расположенными вдоль ножки. У разновидности Onoclea sensibilis var. interrupta Maxim вайи короче, длиной 20–50 см, с меньшим количеством перьев, всего 5–8 пар.
Спорофиллы (спороносные вайи) более мелкие, 20–45 см в длину, в зрелом возрасте незеленые, с очень узкими перьями. Спороносные вайи появляются в конце лета. Они стойкие, держатся 2–3 года. Сорусы состоят из скоплений спорангиев (споровых коробочек) 2–4 мм в диаметре, похожие на бусинки, на прямостоячих плодородных ветвях.
Сорусы обычно двусторонне симметричны, хотя наблюдались формы листьев с плодородными перьями только на одной стороне рахиса. Эта форма, названная O. sensibilis LF hemiphyllodes (Kiss & Kümmerle, 1926) и вторая, O. sensibilis LF obtusilobata, имеющая плоские листочки (не закрученные и не имеющие формы бусинок), считались вариациями, не заслуживающими таксономического признания признания (Дж. М. Бейтель и др., 1981).

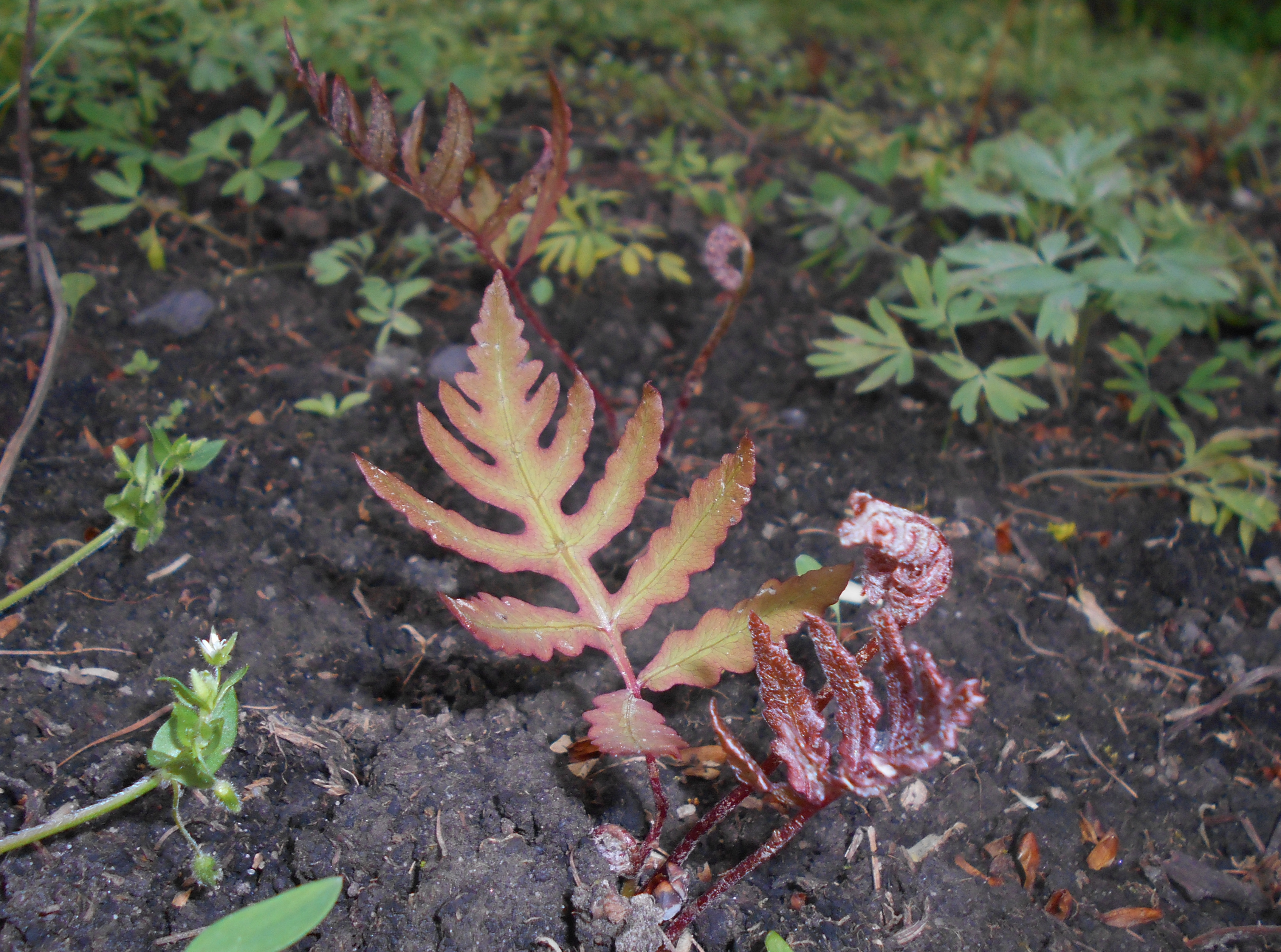
Головки и первые листья Onoclea sensibilis

Рахисы имеют бледно-красноватый цвет.

### Физиология
Процесс сперматогенеза включает в себя образование сперматогенных клеток и высвобождение спор. У односпоровых папоротников, таких как O. sensibilis L., развивающиеся сперматиды на определенных стадиях развития окружены двумя разными стенками, в отличие от единой стенки, о которой сообщалось у других видов. Другие различия включают задержку формирования осмиофильного гребня, а во время высвобождения спермы крышка-клетка удаляется неповрежденной, а не образует пору или полностью разрушается. Споры монолетные, с антеридием или спорангием, содержащим 32 или 64 спермия, обычно 64. Независимо от количества, объем капсулы остается практически одинаковым.
Механика выброса спор и его время зависят от весенней влажности. Небольшие плодородные края, которые в живой форме содержали споры в плотно скрученных структурах, сохраняют свою сухую кожистую форму в течение зимы. Эти перышки реагируют на более высокую весеннюю влажность, открываясь и выпуская споры в воздух. Последующие гаметофиты на раннем этапе развития однополые, благоприятствуют перекрестному оплодотворению, а позже становятся двуполыми, чтобы обеспечить выживание вида.

## Таксономия

### Вид
Род Onoclea был выделен Карлом Линнеем в 1751 году, отделившись от прежней ассоциации папоротников с родом Angiopteris. Биноминальное название Onoclea sensibilis было опубликовано в его книге Species Plantarum 1753 года.

### Разновидности
Onoclea sensibilis имеет две географически разделенные разновидности. Onoclea sensibilis var. sensibilis родом из Северной Америки; Центральные и восточные регионы Канады и северные, центральные и восточные регионы США. Onoclea sensibilis var. interrupta Maxim родом из Юго-Восточной Сибири, Японии и Китая. Отличие состоит в их конечной высоте,  var. interrupta достигает лишь половины роста.

### Этимология

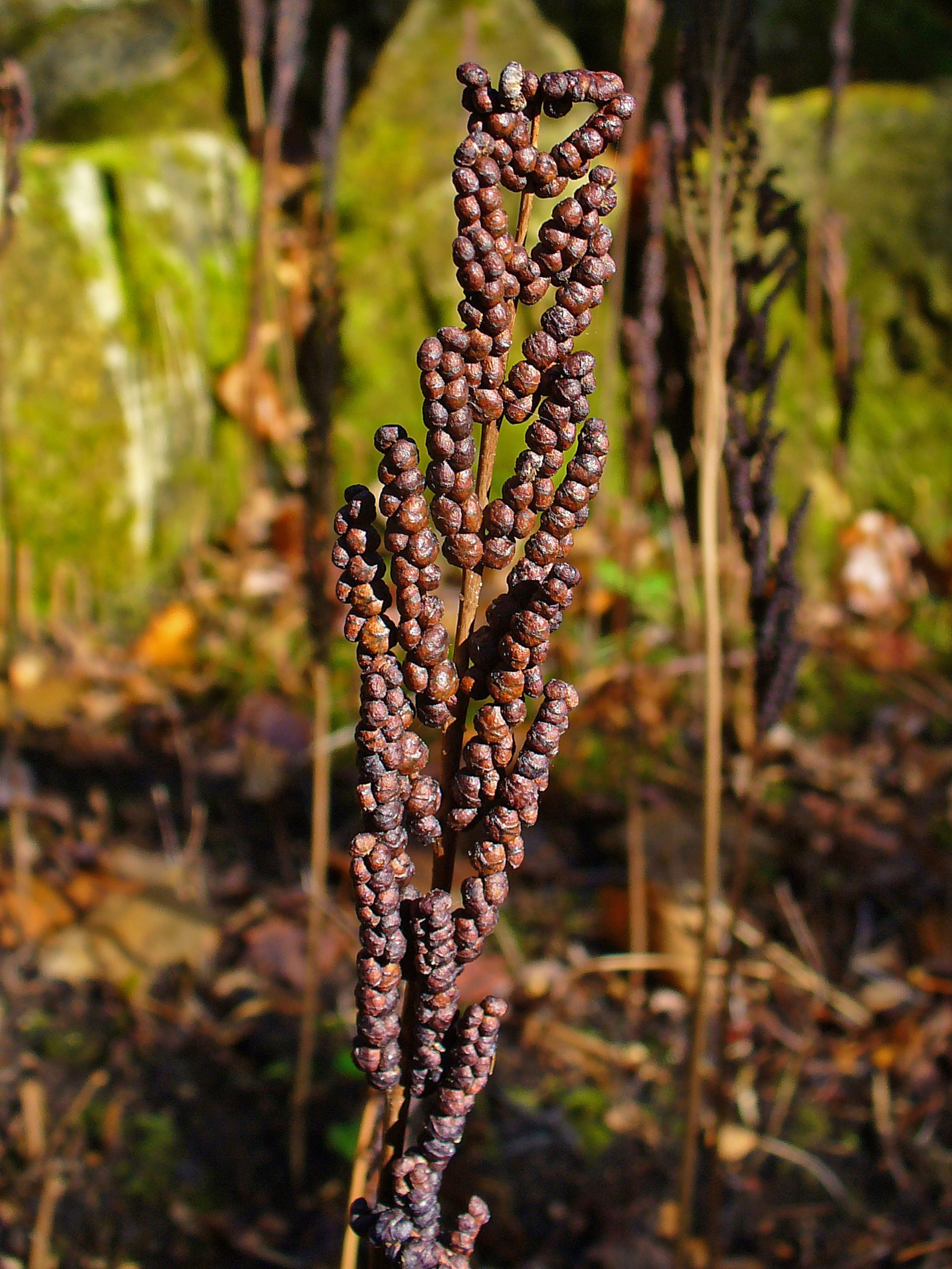
Спорофиты-«бусинки»

Научное название Onoclea sensibilis было описательным. Родовое название Оноклея происходит от греческого «onos», что означает «-сосуд», и «-kleio», что означает «закрывать», описывая плотно скрученные сорусы на плодоносных побегах. Его видовой эпитет происходит от позднелатинского sensibilis, означает «чувствительный», что отсылает на его высокую чувствительность к первым осенним заморозкам и засухе.
Одно из обиходных англоязычных названий оноклеи чувствительной — бисерный папоротник из-за сходства спороносных вай с гроздьями бусин.

## Распространение и среда обитания

### Ареал
Аборигенный вид для регионов с умеренным климатом Северного полушария: Дальний Восток России, Китай и Восточная Азия, а также широкое распространение в Северной Америке. В России встречается на Дальнем Востоке и в Читинской области. В Америке обитает от Ньюфаундленда на юг до Флориды и на запад до Техаса, Скалистых гор, Северной и Южной Дакоты, Квебека и Манитобы.
Вид натурализован в Западной Европе и Новой Зеландии.

### Места обитания
Onoclea sensibilis можно встретить на высоте от уровня моря до 1500 м н.у.м в пресноводных местообитаниях, не солоноватых, так как прорастание спор прекращается при уровне соли (NaCl) ≥ 0,6%, в умеренно солоноватой воде и выше.
Onoclea sensibilis лучше всего растёт во влажных затененных или частично затенённых местах, обитая в различных болотных и лесных местообитаниях: влажных лугах, зарослях и болотах, а также на берегах ручьев, рек и придорожных канавах. Он переносит очень влажные почвы, появляется в сырой земле или у самой кромки воды в тени или на солнце. Растение может переносить более засушливые условия в тени.
Предпочитает кислые (рН <6,8), рыхлые, супесчаные или суглинистые почвы на основе известняка.

## Экология

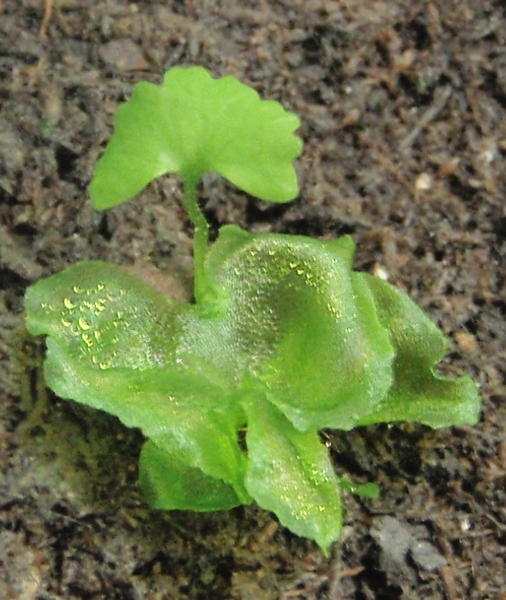
Гаметофит (плоское слоевище внизу) с начинающим расти из него спорофитом-потомком (небольшая ветвь вверху)

Растение Onoclea sensibilis практически не изменилось на протяжении миллионов лет. Окаменелость флоры эпохи палеоцена возрастом пятьдесят семь миллионов лет демонстрирует образцы, практически идентичные современным образцам. Имеет жизненный цикл, характеризующийся чередованием поколений, половым и бесполым размножением; поколение его спорофитов созревает осенью, бросает споры весной и следует поколение гаметофитов. Спорофитам требуется 5–10 лет роста, прежде чем они достигнут высоты зрелого папоротника.
Оноклея чувствительная размножаются как рассеиванием спор, так и ростом корневища. Её скопления привлекают местную фауну, где мелкие дикие животные находят среду обитания, оленьи подстилки на плотной подстилке, а зимой дикие индейки используют плодоносные побеги в качестве дополнительного источника пищи. Они могут стать агрессивными и доставлять неудобства, если поселятся рядом с культурной растительностью. Cooperative Extension Университета штата Мэн классифицирует вид как травянистый широколиственный сорняк.
Его лиственные листья не переносят отрицательных температур, однако растение выдерживает зоны устойчивости USDA 4–8, или минимальные температуры −15...−20 °С, имеющий рейтинг H6 Королевского садоводческого общества. Зимостойкость повышается, если оставить засохшие основания черешков листьев нетронутыми.
Полезные питательные вещества эктотрофные микоризные ассоциации могут встречаться у Onoclea sensibilis, Pteridium aquilinum и Adiantum pedatum, обитающих в дубовых и гикориевых лесах.
Onoclea sensibilis — индикатор водно-болотных угодий, внесенный в список факультативных гидрофитов водно-болотных угодий в Национальном списке водно-болотных растений США 2013 года из-за его наблюдаемой близости к более влажным почвам.
Мнения относительно устойчивости этого вида к нарушению окружающей среды, в которой он растет, неоднозначны. В одном лесном массиве наблюдалось десятилетнее снижение даже после рубки одиночных деревьев. В других условиях Onoclea sensibilis кажутся оппортунистическими, и беспокойство не является проблемой. Они распространяются, образуя колонии, часто первые виды, населяющие нарушенные территории.

### Вредители и болезни
На Onoclea sensibilis обитают насекомые, грибы, бактерии и паразитическая лоза Cuscuta gronovii, которая обвивает и сжимает растения.

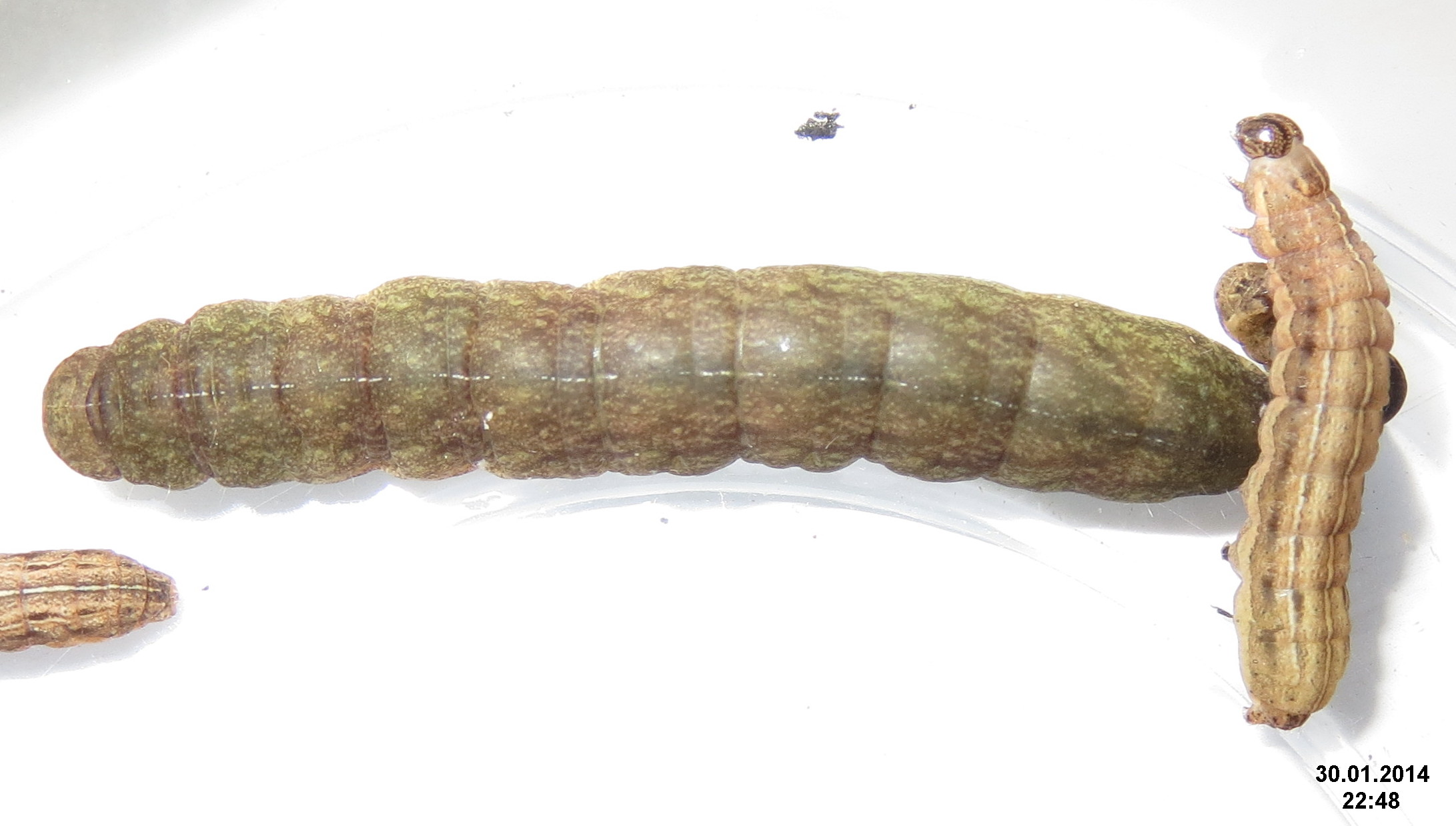
Гусеница бабочки Phlogophora iris

#### Насекомые
Насекомые, питающиеся Onoclea sensibilis, поражают как листья, и корни с корневищами. Листьями питаются: папоротниковая тля Amphorophora ampullata, папоротниковая минирующая моль Chirosia gleniensis, личинки пилильщиков Hemitaxonus dubitatus и Stromboceros delicatulus. Известно, что личинки видов бабочек Phlogophora iris (на фото), Callopistria cordata (папоротниковая моль серебристо-пятнистая) и Papaipema inquaesita (чувствительный папоротниковый мотылек) питаются и стеблями, и корневищами.

#### Грибы
Паразитические грибы включают Ceratobasidium anceps, вызывающий некроз листьев и стеблей; Ceratobasidium cornigerum, покрывающий стебли сапрофитными наростами; и Uredinopsis mirabilis, отдельный вид ржавчины, уникальный для чувствительного папоротника. Инвазивные грибы, такие как Taphrina filicina, Taphrina hiratsukae и Phyllactinia corylea, синоним Phyllactinia Guttata могут поражать листья, вызывая волдыри или белую мучнистую росу.
Грибки могут развиваться под буковыми деревьями, где скапливаются выделения тли, эти строго эпифиллезные падевые грибы Sclerotiomyces colchicus и Scorias spongiosa (Schwein.) Fr., были зарегистрированы на Onoclea sensibilis, где накопление сажистой плесени ухудшает функцию листьев.

#### Бактерии
Onoclea sensibilis может содержать Burkholderia plantarii, вызывающую поражение стебля. B. plantarii является возбудителем бактериальной болезни проростков риса. В ходе многолетнего исследования присутствие сорняков O. sensibilis на рисовых полях и средства передачи бактерии (дождевые стоки) показали, что она является источником вспышек бактериального фитофтороза в сочетании с благоприятными условиями окружающей среды.

## Токсичность

### Фармакология
Onoclea sensibilis обладает двумя внутренними химическими средствами защиты от насекомых. При употреблении в пищу любой части растения в организм попадают ферменты тиаминазы и фитоэкдистероидные гормоны, которые могут нарушить цикл линьки насекомого, предотвращая его полное развитие.

### Млекопитающие
Onoclea sensibilis может быть причастен к отравлению и смерти лошадей, особенно при употреблении в пищу в больших количествах. Точная причина не доказана, но предполагается отравление тиаминазой, вызывающее крайний дефицит витамина B1.

#### Человек
Его токсичность для человека точно не определена. Никаких конкретных предупреждений для Onoclea sensibilis обнаружено не было. Однако в его кратком изложении часто содержатся предупредительные заявления о том, что папоротники в целом могут содержать природные канцерогены и/или фермент тиаминазу, причем последний опасен в высоких концентрациях. Исторически сложилось так, что некоторые индейские народы употребляли Onoclea sensibilis без видимых страданий; см. «Пищевое применение» в этой статье.

## Использование

### Пищевое применение
Onoclea sensibilis имеет ограниченную ценность для употребления в пищу, некоторые считают его суррогатом и зарезервируют на случай дефицита. Тепловая обработка устраняет содержание тиаминазы. Ирокезы относились к Onoclea sensibilis как к овощу ранней весны, приготовленному как шпинат, с приготовленными головками и «приправленными солью, перцем или маслом» (Waugh, 1916). После удаления «коричневых чешуек» (сори) листья обрабатывали аналогичным образом. Его молодые побеги продаются как деликатесы на азиатских рынках.

### Садоводство
Его выращивают как декоративное растение в традиционных и местных садах, а также в проектах естественного ландшафтного дизайна и восстановления среды обитания. Он получил награду Королевского садоводческого общества за заслуги перед садом. Садоводы размножают его делением корневища и им помогают руководства по сбору спор. Его разлагающиеся листья служат эффективной мульчей, подавляя подлесок. Посадки могут стать агрессивными сорняками, если их неправильно разместить.

### Флористика
Его срезанные листья используются в срезке и в композициях из сухоцветов. Пёрышки спороносных вай, свернутые в виде шариков и выглядящие как ряды бусин, можно срезать для зимних букетов.

### Народная медицина
Исторически коренные американцы использовали Onoclea sensibilis для перорального и местного лечения.

## Внешние ссылки
- Байков К. С.. Onoclea sensibilis L. — Оноклея чувствительная. Электронный каталог сосудистых растений Азиатской России. Электронный атлас «Биоразнообразие животного и растительного мира Сибири». Центральный сибирский ботанический сад СО РАН и др. (2012). Дата обращения: 22 июля 2024.
- Оноклея чувствительная – бисерный папоротник. GreenInfo.Ru. ООО «КЦ «Зеленая линия» (2021). Архивировано 23 сентября 2021 года.
- Смит А. Р.[вд]. Onoclea Linnaeus, Sp. Pl. 2: 1062 // Flora of North America : North of Mexico :  [англ.] : in 30 vol. / ed. by FNA Editorial Committee. — New York : Oxford University Press, 1993. — Vol. 2 : Pteridophytes and Gymnosperms. — 496 p. — ISBN 0-19-508242-7. — ISBN 978-0-19-508242-5.
- 1. Onoclea sensibilis Linnaeus var. interrupta Maximowicz // Flora of China :  [англ.] = 中国植物志 : in 25 vol. / ed. by Z. Wu, P. H. Raven, D. Hong. — Beijing : Science Press ; St. Louis : Missouri Botanical Garden Press, 1994—2013. — ISBN 978-0-915279-34-0.
- Dr. John Hilty. Sensitive Fern (англ.). Illinois Wildflowers (20 ноября 2019). Дата обращения: 23 июля 2024.
- Brownsey P. J.[англ.], Perrie L.R.[вд].  Breitwieser I., Heenan P.J.; Nelson W.A., Wilton A.D. eds.: Onoclea sensibilis L. — Taxon Profile (англ.). Flora of New Zealand Online. Landcare Research (2020). Дата обращения: 23 июля 2024.
- David M. Johnson. Onoclea sensibilis Linnaeus (англ.). Flora of North America. The FNA Association (5 ноября 2020). Дата обращения: 23 июля 2024.
- Оноклея чувствительная (англ.) информация на сайте «Энциклопедия жизни» (EOL)2024-07-23.
- Оноклея чувствительная (англ.): информация на сайте GRIN. 2024-07-23
- Onoclea sensibilis (англ.). Ferns of Texas. Botanical Research Institute of Texas[англ.] (2021). Дата обращения: 23 июля 2024.
- Onoclea sensibilis (англ.). RHS Plant Selector. RHS (2021). Дата обращения: 23 июля 2024.
- Onoclea sensibilis (англ.). Plants for a Future[англ.]. Plants for a Future (2010). Дата обращения: 23 июля 2024.
- Onoclea sensibilis (англ.). PlantFinder. St Louis, Missouri: Missouri Botanical Garden (2021). Дата обращения: 23 июля 2024.
- Onoclea sensibilis (англ.). Lady Bird Johnson Wildflower Center[англ.]. Техасский университет в Остине (9 ноября 2017). Дата обращения: 23 июля 2024.
- Ferns of the Adirondacks: Sensitive Fern (Onoclea sensibilis L.) (англ.). Wild Adirondacks. Adirondack Park (2021). Дата обращения: 23 июля 2024.
- Boreal-forest.org
- Оноклея чувствительная. Сеть видов: биоразнообразие в колледже Уэлсли и в Новой Англии.
- Onoclea sensibilis у Л. Уотсона и М. Дж. Далвица (с 2004 г.). Папоротники (Filicopsida) Британских островов. delta-intkey.com
- Обсуждение роста, ветвления и размножения корневищ O. sensibilis в «Филогенетическом исследовании папоротников Бирмы».